# Rui Fonseca e Castro
 (avril 2023).
Pour les articles homonymes, voir Fonseca et Castro.

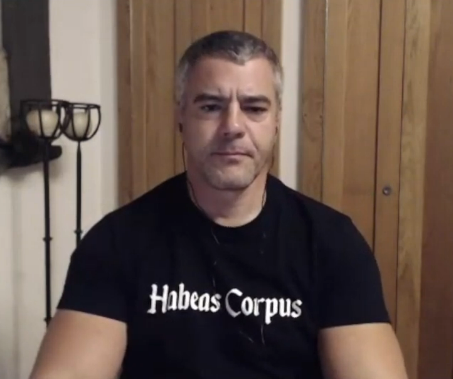
Rui Fonseca e Castro en 2021, avec un t-shirt de son association "Habeas Corpus"

Rui Pedro Fonseca Nogueira da Fonseca e Castro, né le 23 avril 1974, est un ancien juge portugais.

## Biographie
Il s'est fait connaître pour ses déclarations s'inscrivant dans les mouvements d'opposition aux mesures de lutte contre la pandémie de Covid-19 et des déclarations diffamatoires faites publiquement contre diverses autorités et dirigeants politiques. Dans ce contexte, Fonseca e Castro a été soumis à une procédure disciplinaire par le Conseil supérieur de la magistrature qui a abouti à la décision unanime de son expulsion de la magistrature le 8 octobre 2021.
Rui Fonseca e Castro a été magistrat pendant quatre ans, sans aucun problème disciplinaire. Il a pris dix ans de congé sans solde pour pratiquer le droit ; il a repris ses fonctions de juge en mars 2021, siégeant au Tribunal de Odemira.
Rui Fonseca e Castro est devenu un éminent désinformateur à propos de la pandémie de Covid-19, ayant créé le mouvement Jurists for the Truth (plus tard abandonné et remplacé par la page Facebook Habeas Corpus), où il conteste les mesures pour contenir la pandémie. Entre autres initiatives, le magistrat a publié un Cahier des procès-verbaux afin que les citoyens puissent « faire valoir leurs droits face à l'atteinte violente et systématique que l’État a portée à nos droits fondamentaux les plus élémentaires ». Parmi les diverses déclarations controversées faites publiquement, une attaque contre le président de la République Marcelo Rebelo de Sousa et contre le président de l'Assemblée de la République Eduardo Ferro Rodrigues (qu'il a qualifié de « pédophile », suggérant, pour rire, qu'il s'était suicidé, entraînant l'ouverture d'une affaire pénale), un défi au directeur national de la Police de sécurité publique, Manuel Magina da Silva, pour un combat de MMA et des insultes aux agents de la PSP qui contrôlaient une manifestation de soutien au magistrat. Plus tard, il désignera l'ancien ministre et ancien vice-premier ministre Paulo Portas comme le « Catherine Deneuve du parc Eduardo VII, une personne qui met une perruque blonde pour aller pratiquer des actes sexuels avec des enfants ».

## Source de traduction
- (pt) Cet article est partiellement ou en totalité issu de l’article de Wikipédia en portugais intitulé « Rui Fonseca i Castro » (voir la liste des auteurs).